# 레겐스부르크

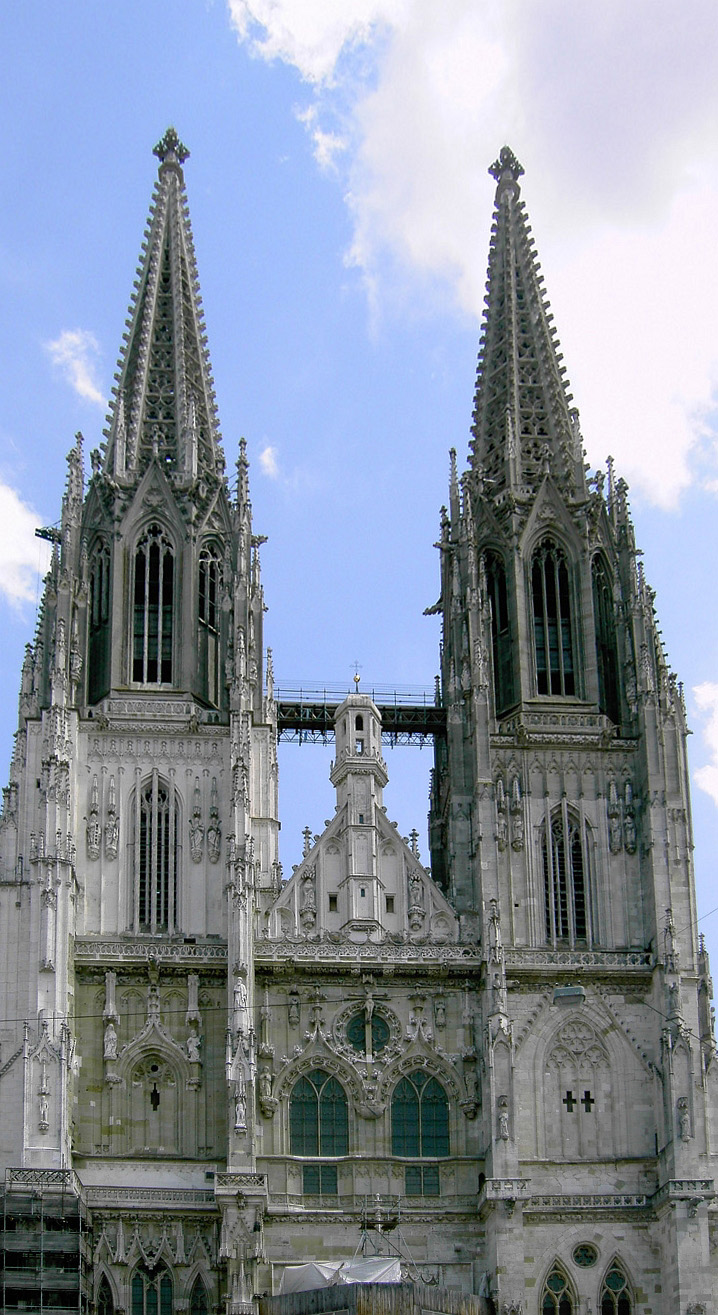
레겐스부르크 대성당

레겐스부르크(독일어: Regensburg)는 독일 남부 바이에른주에 있는 도시이다. 인구 130,080(2008).
바이에른 주 중부, 도나우강 연안에 위치하며, 레겐강이 합류한다. 오래 된 도시로, 선사 시대부터 정착이 이루어졌고, 켈트인이 들어와 살았다. 로마 제국 때 레겐강의 요새라는 뜻의 카스트라레지나(라틴어: Castra Regina)라 불렀다. 로마 제국 말기에 주교좌 소재지가 된 것으로 보이며, 739년 레겐스부르크 교구가 재설정되었다. 한편 6세기부터 바이에른 공작령의 수도였다. 전부터 도나우 강 북부 지역의 중심지였던 이 곳에 12세기에 강을 가로지르는 다리가 건설되어 유럽의 남북을 잇는 교역 도시로 발전하였다. 13세기에 제국 자유 도시가 되었고 교역의 중심지로 크게 번창했으나, 그 후 신대륙 개척 등으로 교역로가 바뀌면서 쇠퇴하였다. 16세기 종교 개혁으로 개신교 지역이 되었으나, 다시 가톨릭의 세력이 강해졌다. 한편 제국 자유 도시와 별도로 레겐스부르크 주교령은 19세기 초까지 독자적인 세력을 갖고 있었다. 1810년 바이에른 왕국에 완전히 귀속되었고, 오버팔츠 지방의 중심지로 남아 있다.
오늘날에는 교통과 산업의 중심지로 알려져 있으며, 도나우강 상류의 주요 항구도시이다. 중세 시대의 옛 건물이 많이 남아있다. 도나우강과 이어진 슈타트암호프 지역은 본래 별도의 도시였으나, 1924년 레겐스부르크와 합병하였다. 구시가지는 슈타트암호프와 레겐스부르크 구시가지라는 이름으로 유네스코 지정 세계문화유산으로 등록되었다. 구시가지에는 대성당·수도원·탑·시청사·도나우 강의 다리 등 옛 건물이 많이 남아 있어 중세의 분위기를 잘 간직하고 있다. 고등 교육 기관으로는 1962년 설립된 레겐스부르크 대학교가 있다. 이 도시는 교황 베네딕토 16세의 연고지이기도 하다 그는 1977년 뮌헨의 대주교로 옮겨 가기 전까지 레겐스부르크 대학교의 신학 교수로 재직했다. 그의 형인 게오르크 라칭거 신부가 레겐스부르크 대성당 합창단 단장으로 오랫동안 재직했고, 이 곳에 거주했기 때문에 그는 레겐스부르크를 떠한 후로도 이 곳을 자주 찾았으며, 교황으로 선출된 후로도 레겐스부르크를 방문하였다

## 기후
| Regensburg의 기후                         | Regensburg의 기후 | Regensburg의 기후 | Regensburg의 기후 | Regensburg의 기후 | Regensburg의 기후 | Regensburg의 기후 | Regensburg의 기후 | Regensburg의 기후 | Regensburg의 기후 | Regensburg의 기후 | Regensburg의 기후 | Regensburg의 기후 | Regensburg의 기후 |
| 월                                        | 1월               | 2월               | 3월               | 4월               | 5월               | 6월               | 7월               | 8월               | 9월               | 10월              | 11월              | 12월              | 연간              |
| ----------------------------------------- | ----------------- | ----------------- | ----------------- | ----------------- | ----------------- | ----------------- | ----------------- | ----------------- | ----------------- | ----------------- | ----------------- | ----------------- | ----------------- |
| 일평균 최고 기온 °C (°F)                  | 2.6 (36.7)        | 4.1 (39.4)        | 10.5 (50.9)       | 17.3 (63.1)       | 20.6 (69.1)       | 24.2 (75.6)       | 26.3 (79.3)       | 24.5 (76.1)       | 20.6 (69.1)       | 14.4 (57.9)       | 7.2 (45.0)        | 2.9 (37.2)        | 14.6 (58.3)       |
| 일평균 최저 기온 °C (°F)                  | −2.6 (27.3)       | −2.8 (27.0)       | 0.1 (32.2)        | 4.4 (39.9)        | 8.1 (46.6)        | 11.8 (53.2)       | 13.6 (56.5)       | 12.5 (54.5)       | 9.3 (48.7)        | 5.1 (41.2)        | 1.8 (35.2)        | −1.7 (28.9)       | 5.0 (41.0)        |
| 평균 강수량 mm (인치)                     | 51 (2.0)          | 34 (1.3)          | 37 (1.5)          | 41 (1.6)          | 76 (3.0)          | 77 (3.0)          | 81 (3.2)          | 79 (3.1)          | 43 (1.7)          | 38 (1.5)          | 45 (1.8)          | 56 (2.2)          | 658 (25.9)        |
| 평균 상대 습도 (%)                        | 88                | 84                | 78                | 72                | 71                | 71                | 70                | 74                | 79                | 84                | 88                | 89                | 79                |
| 평균 월간 일조시간                        | 44                | 73                | 140               | 194               | 211               | 226               | 240               | 194               | 158               | 105               | 45                | 37                | 1,667             |
| 출처 1: World Meteorological Organisation |                   |                   |                   |                   |                   |                   |                   |                   |                   |                   |                   |                   |                   |
| 출처 2: German Weather Service            |                   |                   |                   |                   |                   |                   |                   |                   |                   |                   |                   |                   |                   |

## 자매 도시
- 영국 애버딘 (1955년)
- 이탈리아 브레사노네 (1969년)
- 프랑스 클레르몽페랑 (1969년)
- 미국 템피 (1981년)
- 우크라이나 오데사 (1990년)
- 체코 플젠 (1993년)
- 헝가리 부다페스트 (2005년)
- 중국 칭다오시 (2009년)